# سه بزرگ (تولیدکننده‌های اتومبیل)
در صنعت خودرو، اصطلاح " سه بزرگ" به سه شرکت بزرگ تولیدکننده خودرو در یک کشور اشاره دارد.
- سه بزرگ در ایالات متحده جنرال موتورز، فورد و فیات کرایسلر (FCA ایالات متحده آمریکا) هستند.[۱][۲]
- سه بزرگ آلمانی فولکس‌واگن، مرسدس بنز (Daimler AG) و ب‌ام‌و است.[۳]
- سه بزرگ ژاپن تویوتا، نیسان و هوندا هستند.[۴]
- سه بزرگ فرانسه عبارتند از رنو، پژو و سیتروئن،[۵] اگر چه پژو و سیتروئن بخشی از گروه پی‌اس‌ای هستند.
- سه بزرگ ایتالیا عبارتند از آلفا رومئو، فراری و فیات، هرچند آلفا رومئو و فیات هر دو بخشی از FCA ایتالیا هستند.[۶]

## ایالات متحده
جنرال موتورز، شرکت فورد موتور، و فیات کرایسلر، خودروهای آمریکایی اغلب به عنوان سه بزرگ نامیده می‌شوند که بزرگترین سازندگان خودرو در ایالات متحده هستند. آنها برای مدتی بزرگترین تولیدکننده در جهان بودند، و دو تای آنها هنوز در ۵ شرکت برتر قرار دارند. سه بزرگ نیز نه فقط به اندازه و جغرافیای خود، بلکه با مدل کسب و کار خود را متمایز است. همه سه بزرگ‌ها در منطقه دیترویت قرار دارند.

## ژاپن
خودروسازان ژاپنی تویوتا، نیسان و هوندا، در میان بسیاری دیگر، مدت‌ها به عنوان رهبران در تولید خودروهای کوچک و با کارایی کارآمد شناخته شده‌اند. به دلیل بحران نفتی سال ۱۹۷۳ که تأثیر عمده ای بر صنعت خودرو داشت، وسایل نقلیه آنها پیشتاز شدند. به عنوان مثال، هوندا سیویک در مقایسه با رقبای آمریکایی مانند شورولت وگا و فورد پینتو برتر بود. سیویک در ۱۲ سال متوالی پرفروش‌ترین خودرو در کانادا بوده‌است.

## آلمان
سه شرکت آلمانی آئودی، مرسدس بنز و ب‌ام‌و اغلب به عنوان «سه بزرگ آلمان» اشاره می‌شود، اگر چه تولیدکنندگان عمده واقعی خودرو فولکس‌واگن (تولیدکننده آئودی)، دایملر آگ (تولیدکننده مرسدس بنز)، و ب‌ام‌و هستند.

## فرانسه
رنو، پژو و سیتروئن اغلب به عنوان سه بزرگ فرانسوی نامیده می‌شوند، هرچند این خودرو بخشی از گروه پی‌اس‌ای همراه با پژو است.

## چین
کشور چین دارای چهار تولیدکنندهٔ خودروی بومی است که طبق رسوم با نام «چهار بزرگ» شناخته می‌شوند: شانگهای جنرال موتورز (تحت مشارکت با جنرال موتورز)، دانگ‌فنگ، فاو و چانگان شرکت بایک بارها جایگاه چانگان به‌عنوان چهارمین خودروسازی بزرگ چین را به چالش کشیده‌است. گوانگ‌ژو اتومتیو نیز از جمله شرکت‌های تحت مالکیت دولت است.